# Wardrobe malfunction

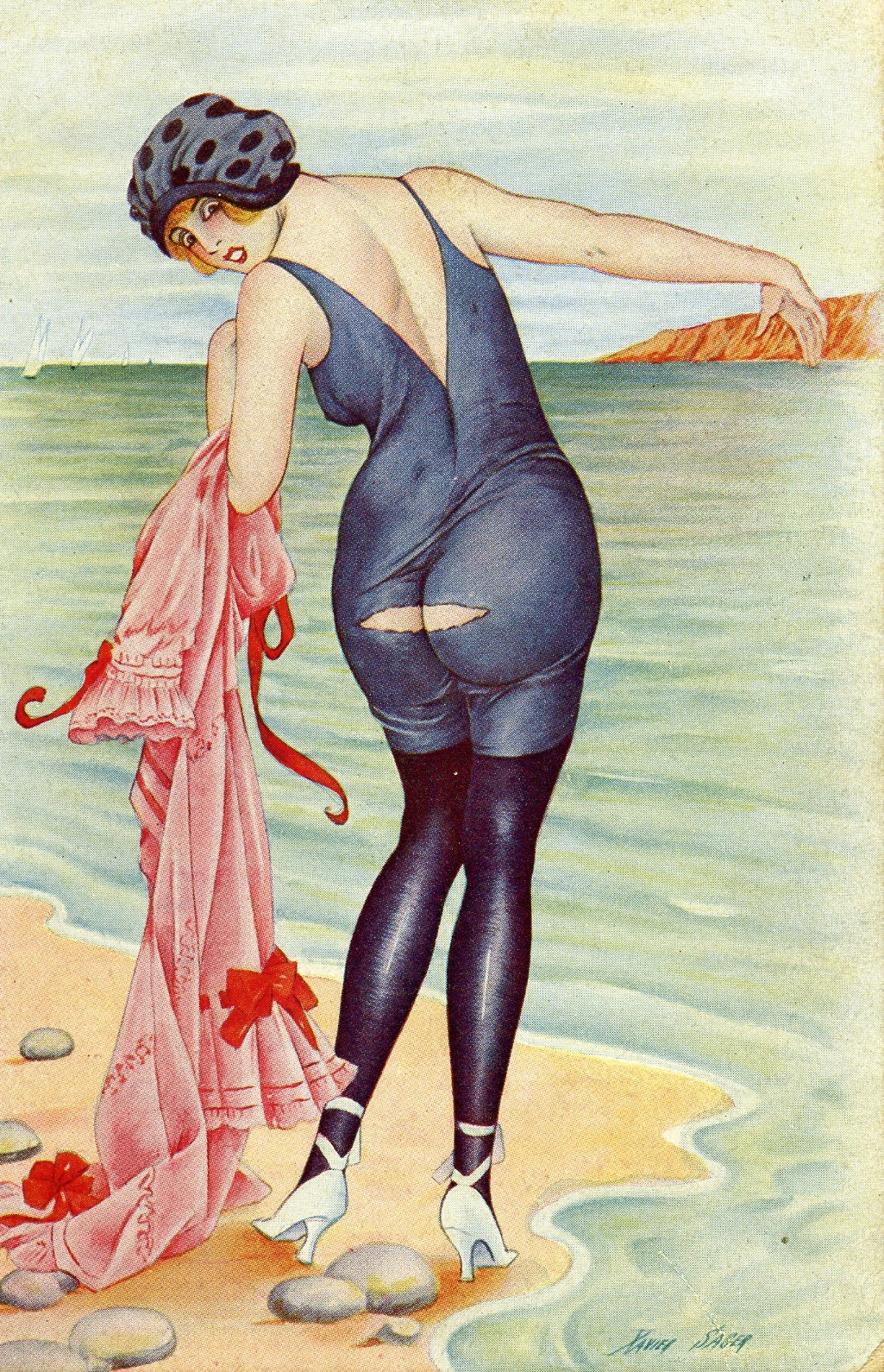
Een vrouw op het strand met een wardrobe malfunction

Een wardrobe malfunction (letterlijk: kledingdefect) is kledij die per ongeluk of opzettelijk de intieme delen van een persoon blootlegt. Het is anders dan opzettelijke onfatsoenlijke onthullingen of exhibitionisme. Justin Timberlake gebruikte de term voor het eerst toen hij zich tijdens de Grammy Awards van 2004 verontschuldigde voor de controverse tijdens de Super Bowl XXXVIII halftime show. De uitdrukking "wardrobe malfunction" werd op zijn beurt door de media gebruikt om naar het incident te verwijzen en kwam in de popcultuur terecht.

## Etymologie
De American Dialect Society definieert "wardrobe malfunction" als "een onverwachte blootstelling van lichaamsdelen". Global Language Monitor, dat het gebruik van woorden op internet en in kranten over de hele wereld bijhoudt, noemde de term de belangrijkste Hollywood-bijdrage aan het Engels in 2004.

### Oorsprong
De term werd voor het eerst gebruikt op 1 februari 2004 door zangers Justin Timberlake en Janet Jackson in een verklaring waarin ze probeerden de controverse over de Super Bowl XXXVIII halftime show uit te leggen, waarin Jackson's rechterborst werd ontbloot. Timberlake bood zijn excuses aan voor het incident en zei dat het hem "speet dat mensen beledigd waren door de wardrobe malfunction tijdens de halftime show van de Super Bowl..." De term wardrobe malfunction verscheen in talloze verhalen in grote Amerikaanse consumenten- en zakelijke publicaties, kranten en grote tv- en radio-uitzendingen.

## Voorvallen
In april 1957 werd de Italiaanse actrice Sophia Loren door Paramount Pictures verwelkomd in Hollywood tijdens een diner in restaurant Romanoff's in Beverly Hills. De Amerikaanse actrice Jayne Mansfield arriveerde als laatste en ging direct naar Loren's tafel. Mansfield had eerder verschillende stunts uitgehaald waarbij ze haar borsten liet zien. Op deze avond zat ze tussen Loren en haar tafelgenoot Clifton Webb. Zonder beha en met een diep uitgesneden decolleté, stond Mansfield op een gegeven moment op en leunde doelbewust over de tafel, waardoor haar borsten en haar linker tepel nog meer bloot kwamen te liggen. Fotograaf Delmar Watson fotografeerde Loren starend naar Mansfield's borsten, en Joe Shere legde het incident ook vast. Shere's foto kreeg internationale aandacht, en werd wereldwijd gepubliceerd.
Op 1 februari 2004 werd de halftime show van Super Bowl XXXVIII live uitgezonden vanuit Houston, Texas op het CBS-televisienetwerk in de Verenigde Staten. Tijdens de show trok Justin Timberlake opzettelijk een deel van het kostuum van Janet Jackson los, waardoor haar borst versierd met een tepelsieraad ongeveer een halve seconde zichtbaar werd. Dit was het eerste geregistreerde gebruik van de term "wardrobe malfunction". Het incident, ook wel Nipplegate genoemd, was wereldwijd nieuws. De Chief Executive van MTV zei dat Jackson de stunt had gepland en dat Timberlake hiervan op de hoogte was gebracht vlak voordat hij het podium betrad. De stunt werd live uitgezonden voor een publiek van 143,6 miljoen kijkers.
Bij de NFL Draft Combine van 2016 scheurde Americanfootballspeler Chris Jones zijn compressiebroek in het kruis tijdens een sprint, en zijn geslachtsdelen waren live op televisie te zien.